# یواس‌اس تتنل (دی‌دی‌جی-۱۹)
یواس‌اس تتنل (دی‌دی‌جی-۱۹) (به انگلیسی: USS Tattnall (DDG-19)) یک کشتی بود که طول آن ۴۳۷ فوت (۱۳۳ متر) بود. این کشتی در سال ۱۹۶۱ ساخته شد.